# Cur Deus homo
Cur Deus homo ("Perché Dio [si è fatto] uomo", o "Perché un Dio uomo") è il titolo di un saggio di teologia che il monaco e filosofo cristiano Anselmo d'Aosta scrisse nel 1098. Il testo, considerato da alcuni addirittura il più importante della produzione di Anselmo, è incentrato sulla spiegazione di come, in seguito al torto compiuto dall'uomo nei confronti di Dio in occasione del peccato originale, il secondo si sia riconciliato con il primo per tramite di Gesù, proprio in virtù del carattere contemporaneamente umano e divino di quest'ultimo. L'idea della doppia natura per la mediazione universale di salvezza era già presente in santa'Atanasio di Alessandria; Anselmo agiunse la necessità della morte di croce e della risurrezione perché quest'opera salvifica possa portata compimento. 
La sua tesi centrale è che solo un uomo-Dio poteva portare a termine questa riparazione, poiché un uomo non avrebbe potuto soddisfare la giustizia divina, mentre Dio non poteva peccare e quindi non poteva offrirsi come vittima. 

## Inquadramento dell'opera
Anselmo avviò la stesura dell'opera che sarebbe divenuta il Cur Deus homo nel periodo in cui si trovava in Inghilterra, dove ricopriva la carica di arcivescovo di Canterbury sotto il sovrano Guglielmo II; a causa degli attriti con il potere politico, tuttavia, Anselmo venne esiliato nel 1097 e non poté completare il suo scritto se non nell'estate del 1098, mentre era ospite dell'abate Giovanni di Telese in Italia.
L'opera ha un carattere marcatamente teologico e si occupa di problematiche dogmatico-dottrinali; in ciò si contrappone ad alcune delle opere precedenti di Anselmo, che, come il Monologion e il Proslogion, erano più propriamente filosofiche. Cionondimeno, dal punto di vista del metodo l'autore conserva in questo come in altri testi l'idea (riassunta dal motto fides quaerens intellectum, «la fede alla ricerca della comprensione») che accanto alla fede un ruolo importante spetti anche alla ragione – come chiarificatrice dei contenuti creduti e come dimostrazione della necessità di crederli.

## Contenuto
Nel dialogo, composto da due libri, Anselmo spiega come, malgrado l'impossibilità dell'uomo di riparare al peccato di Adamo ed Eva contro Dio, Dio stesso si sia riconciliato con l'umanità facendosi uomo.
Il testo contiene anche, come è reso inevitabile dal suo soggetto, un'apologia del dogma cristiano dell'incarnazione di Dio (che, per l'appunto, si è fatto uomo in Gesù) contro le critiche di ebrei e musulmani; l'idea di un Dio che, incarnandosi in forma umana, si avvilisce fino a morire sulla croce era infatti ritenuta assurda da molti di coloro che non professavano la fede cristiana.
Il problema e la struttura della sua soluzione sono riassunti dall'autore con questo scambio di domande e risposte:
[...]
Anselmus: Sicut per hominis inoboedientiam mors in humanum genus intrauerat, ita per hominis oboedientiam uita restitueretur. Et quemadmodum peccatum quod ruit causa nostrae damnationis, initium habuit a femina, sic nostrae iustitiae et salutis auctor nasceretur de femina. Et ut diabolus, qui per gustum ligni quem persuasit hominem uicerat, per passionem ligni quam intulit ab homine uinceretur»
[...]
Anselmo: Come la morte è entrata a far parte della natura dell'uomo per la disobbedienza dell'uomo, così la vita doveva essere ripristinata dall'obbedienza dell'uomo. E, come il peccato che è stato la causa della nostra dannazione ha avuto origine da una donna, così l'autore della nostra giustizia e salvezza doveva nascere da una donna. E, come il diavolo ha conquistato l'uomo persuadendolo ad assaggiare il frutto dell'albero, così doveva a sua volta essere conquistato dall'uomo per mezzo della passione sopportata sulla croce.»
(Cur Deus Homo, 1, 3)
Tuttavia non era questa polemica il tema principale del testo, e in effetti il Cur Deus homo è un'opera di ampio respiro che di fatto conclude, insieme al successivo De concordia, l'esposizione della visione teologica di Anselmo.
Il testo si apre con una chiarificazione metodologica, in cui Anselmo ribadisce la sua posizione sul rapporto tra ragione e fede: come già si era riscontrato nel Monologion, e in accordo con la sua consueta dinamica dell'intellectus fidei («comprensione della fede»), egli tratta sempre la fede come il necessario punto di partenza di ogni riflessione teologica ma giudica «negligenza» astenersi poi dal portare a compimento razionalmente tale riflessione.

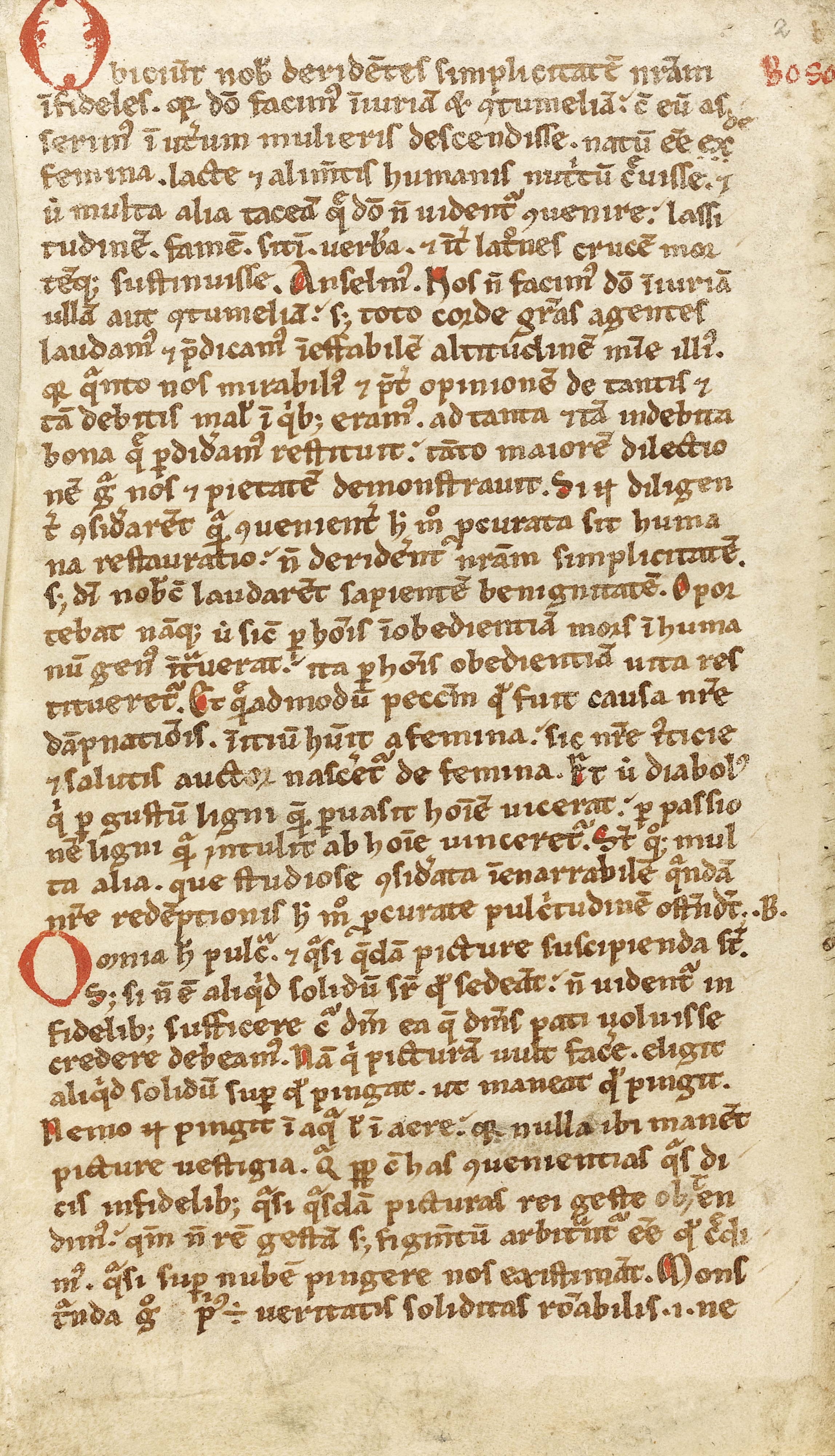
Pagina di un manoscritto del XII secolo, proveniente dalla Francia settentrionale, del Cur Deus homo di Anselmo.

Dopodiché, Anselmo procede a spiegare il carattere necessario della volontà divina: Dio, sostiene l'autore, è dotato di una volontà spontanea e autonoma (non è cioè soggetto né a costrizioni né a impedimenti) ma tale volontà è talmente rigida nella sua assoluta immutabilità da far sì che essa possa essere considerata necessaria; si può dire, ad esempio, che è necessario che Dio non menta perché la volontà di Dio, tesa per sua stessa natura verso la verità (e da cui anzi la verità stessa trae la sua natura) è invariabile e incorruttibile nella sua costanza, e non può in alcun modo rivolgersi verso la menzogna. Come Anselmo aveva già sostenuto nella sua precedente opera intitolata Proslogion, questa non dovrebbe essere considerata una limitazione inaccettabile della potenza divina: infatti la capacità di fare il male (quindi in particolare, ad esempio, di mentire) non è secondo l'autore una vera potenza, quanto piuttosto un'impotenza; questo è coerente con la sua interpretazione (di origine neoplatonico-agostiniana) del male come privazione, cioè come pura negazione dell'essere e del bene, non dotata di un'autonoma positività ontologica.
È proprio per via della necessità e assoluta immodificabilità del piano che Dio aveva predisposto per l'uomo all'inizio del tempo che, in seguito alla perdita dell'immortalità dovuta alla caduta di Adamo ed Eva, si è reso necessario un intervento di Dio per redimere l'uomo dal peccato originale e ripristinare tale immortalità (sotto forma della possibilità di vivere in eterno nell'altra vita).
Dopodiché, risulta necessario che la remissione da parte di Dio dei peccati dell'uomo passi attraverso un'effettiva espiazione: se infatti Dio si riconciliasse con l'uomo con un atto di pura misericordia, senza che il peccato ricevesse una giusta e proporzionata punizione, il disordine generato dal peccato non verrebbe ricondotto all'ordine e, in generale, la legalità dell'universo morale umano e divino risulterebbe compromessa. Bisogna dunque che l'uomo restituisca a Dio l'onore che peccando gli ha negato - anche se resta inteso che le azioni dell'uomo non aggiungono né tolgono nulla a Dio, dato che è impossibile privare dell'onore un Dio che coincide con lo stesso onore e con tutte le altre qualità positive: restituire a Dio l'onore che gli è dovuto significa semplicemente ripristinare la sottomissione, venuta meno con il peccato originale, della volontà umana a quella divina. Tuttavia l'uomo, che anche prima della caduta in quanto creatura era incapace di compiere il bene se non in virtù della partecipazione al bene supremo di Dio, non può espiare la sua colpa da solo: gli è impossibile rendere a Dio la giusta soddisfazione, perché la bontà di ogni azione di riparazione sarebbe comunque dovuta a Dio. È così che Anselmo dimostra che il salvatore dell'uomo deve necessariamente essere di natura divina; quindi egli procede ad argomentare che, per la precisione, egli deve essere un Dio-uomo.
Risulta infatti che a rendere soddisfazione a Dio non può essere qualcuno che sia inferiore a Dio, e d'altra parte è necessario che ad espiare il peccato dell'uomo sia un uomo: pertanto le caratteristiche che le scritture attribuiscono a Gesù, vero uomo e vero Dio, partecipe in ugual modo e nello stesso tempo di entrambe le nature, sono esattamente quelle necessarie a spiegare razionalmente la redenzione dell'umanità dal momento che, come scrive il filosofo Giuseppe Colombo, «Dio (per sé preso) non deve nulla a nessuno e l'uomo (per sé preso) non può nulla».
Dunque Gesù, non macchiato dal peccato in virtù della sua natura divina e perciò privo di doveri e di debiti nei confronti di Dio, offrì volontariamente e liberamente la sua vita innocente a Dio stesso e così facendo, essendo uomo, espiò il peccato originale dell'umanità.

## Nel pensiero di san Tommaso
In modo simile, al termine della questione della Summa theologiae intitolata "Cristo mediatore tra Dio e gli uomini", san Tommaso afferma che «sebbene togliere il peccato come causa efficiente spetti a Cristo in quanto è Dio, tuttavia soddisfare per il peccato del genere umano gli spetta in quanto è uomo. Ed è appunto per questo che egli è detto mediatore fra Dio e gli uomini».
Un perdono privo di prezzo del riscatto avrebbe reso non necessaria la natura umana del Salvatore e del Redentore, pur generata da Dio Padre prima di tutti i secoli. La natura divina di Cristo, eterna e immutabile sia in eccesso che in difetto, può donare al prossimo creando, ma non privando sé stessa di qualche qualità in qualsivoglia grado; soltanto in virtù della Sua natura umana, Cristo ha la potenza di pagare il prezzo di un riscatto, di privare sé stesso di qualcosa, fino ad accettare la massima privazione possibile all'essere umano, che è quella della vita stessa.

## Nella Bibbia
Numeri 14,18 afferma:
Template:Citaziine
Ciò è la prova che la salvezza non poteva essere un dono divino unilaterale a prescindere dal peccato della persona salvata, ma che iniquità e il debito di pena associati al peccato erano un prezzo che qualcuno avrebbe dovuto riscattare, eventualmente con una sofferenza vicaria, descritta Nei carmi del Servo di Jahvè, vale a dire facendosene carico senza averne colpa.